# 邱連輝
邱連輝（1932年10月15日—2010年9月13日），台灣政治人物，屏東客家人。曾任屏東縣麟洛鄉第四、五屆鄉長、屏東縣議會第七屆議員、台灣省議會第五、六屆議員、屏東縣第九屆縣長，他也是屏東縣史上，第一位非國民黨籍、第一位客家人縣長。後當選為第一屆第五、六次增額立法委員及第二屆立法委員。

## 早年生平
昭和七年(1932年)，邱連輝出生於長興庄麟洛，父親邱春榮在他三歲時即過世，其弟邱連喜為遺腹子，兄弟二人由祖父母及母親 邱劉元金女士共同扶養長大，祖父邱冬秀为地方仕紳，日治時期曾任保正。邱連輝小學時係受日文教育，初中及高中均就讀高雄州立屏東農業學校，19 歲才插班進入屏東中學唸高中，21 歲考入台灣省立地方行政專校司法行政組，26 歲退伍後任教於內埔國中。

## 參政
1959年第四屆麟洛鄉鄉長選舉，馮、徐兩派競爭激烈，徐派支持曾擔任過徐雲祥鄉長秘書及鄉代會主席的謝福日，想奪回鄉長寶座的馮派認為邱連輝學歷不錯又年輕，並在內埔中學擔任老師，被視為極佳人選，27歲的邱連輝成為全省最年輕的鄉長。1963年邱連輝在當時縣長李世昌、屏東市長邱慶德(前省議員邱茂男之父、立委邱議瑩祖父)擔任介紹人下加入國民黨，以1960票連任第五屆鄉長，多出對手238票。兩屆鄉長任期屆滿後，邱連輝以 35 歲之齡再獲國民黨提名並當選屏東縣第七屆縣議員
國民黨準備提名客籍省議員林亮雲擔任監察委員，當時不成文的默契是省議員保留一席給客籍人士，為接替林亮雲，國民黨屏東縣黨部主委殷學權評估後認為邱連輝可以栽培接棒而傾全力支持。邱連輝提到，殷學權為支持他，不但帶著他到每個鄉鎮拜會地方人士，到各鄉鎮舉辦座談會，當時各大報紙如《中央日報》、《聯合報》、《中國時報》...等，幾乎每天都刊登他的消息，提高了不少知名度，連家住新埤的林亮雲也帶著他到六堆各鄉鎮、各村落拜訪地方人士，甚至因時間過晚而夜宿邱宅。

## 脫黨參選與參與民主運動
1973年邱連輝獲中國國民黨提名，當選第五屆台灣省議員，在省議員任內，批評國民黨省黨部監察委員選舉賄選，獲得同為客家籍許信良的聲援，因此被國民黨排斥，當時省議會有「北有許信良，南有邱連輝」之說。:402
1977年五項公職選舉，黨外聲勢漸起，當時許信良不顧國民黨勸阻脫黨參選桃園縣長。邱連輝則未獲國民黨提名第六屆省議員，並遭國民黨為了「封殺」他，提名同為客家籍的賴志榮參選。:402在屏東客家鄉親的鼓舞之下，邱連輝自行參選省議員，選舉結果，以11萬2936票、第一高票讓邱連輝風光返回議場。從此與國民黨分道揚鑣。:402六堆的客家人因不滿國民黨打壓邱連輝也開始「綠化」。:402
之後邱連輝參加橋頭事件、美麗島事件的黨外活動，美麗島事件中一度被情治單位所抓，但因演講內容為反核三廠及家中群眾始終未散，後被釋放。

### 問政

#### 十大建設
北迴鐵路開挖機大約翰，是榮工處向美購買開挖隧道用的大型機械，重量約 50 公噸、長近 25公尺，日本國家鐵路局興建新幹線在開闢丹那隧道就使用過這種大型機器，結果失敗了。日本國家鐵路局總工程師青木禮二撰寫完工報告書時載有「大約翰 」失敗的紀錄，在省議會質詢時派上用場。邱連輝說:「台灣和日本的土質差不多，我問過地質調查所， 破碎帶是沒黏著性的，如果加了外力時會一直崩塌。」結果不幸言中，後來「大約翰」開挖了 50 公尺後就一直下沈， 陷在隧道之中動彈不得，後來是將它切割後再搬出來。
另一項對十大建設的嚴厲批評是台中港的建港，邱連輝認為建港的位址不適當，「從飛機上可以看到港口的淤沙很多，而且一年有四個月刮季節風，這些季節風會從濁水溪帶來大批的泥沙堆在港口，淤 沙會堵住航道，造成台中港的負擔，所以說不適合建設港口，應該建 在更下游的地方。」

### 監委選舉
1980年12月27日，舉行增額監委選舉。由臺灣省議員及北、高二市議員投票選出。由於選民特定，人數又少，向來賄賂公行。一張票的行情從數百萬到千萬元都有。當時黨外省議員周滄淵建議美麗島辯護律師尤清參選，挑戰不可能任務。拜訪邱連輝、余陳月瑛、蔡介雄、傅文政等省議員。投票前一天，余登發交代女兒黃余秀鸞、媳婦余陳月瑛，務必將答應投票的省議員——周滄淵、傅文政、何春木、邱連輝帶去日月潭，租旅館藏身，投票前再帶出來。「不然，半夜國民黨就抓光，買光了」引起邱連輝反對，並說「威脅利誘這一關都過不了，臺灣人怎麼能出頭天？各人回會館睡。」當天晚上，尤清就看到警總的將軍帶著007手提箱到省議會會館拜訪邱連輝，並怒氣沖沖離去，口中念念有詞：「他媽的，不要錢跟不要命的，我從來沒看過。」尤清問邱：「你們吵架嗎？為什麼他說不要錢不要命？」邱連輝說，那將軍烙下狠話威脅他：「你記住，美麗島事件還沒有結案！」最終尤清沒花半毛錢當上監委，以三十八歲之姿與平均八十三歲的老監委當選。:217-218

## 屏東縣長
自1977年脫黨後，邱連輝成為地方上注目焦點，邱連輝也開始評估投入屏東縣長選舉。1981年，邱連輝決定投入第九屆縣長選舉。成為自第五屆縣長選舉黃振三挑戰張豐緒以來，再度出現二人以上選舉局面。當時省主席林洋港以省府委員的位置相誘，被視為循李雅樵模式。然而遭邱連輝以「乞食也要走大路」予以拒絕，被《八十年代》雜誌評為「將使國民黨的李雅樵汗顏不已的話」。
屏東縣在族群上原本福佬人及客家人比例為七比三，在傳統上，縣長必由福佬人出任，而通常由客家人出任主任秘書或機要秘書；在縣議會則是議長必為福佬人，副議長則一定是客家人。然而屏東縣從未出現客家籍縣長，也沒有一個客家人存過競選縣長之心。邱連輝在前一年立委選舉支持外縣市的客家人鍾榮吉，也導致他如何消除福佬人抗拒問題上的難題。:70-73
國民黨提名福佬籍的銀行界人士陳盛。國民黨屏東縣黨部為了幫陳恒盛助選，甚至發出分化閩客關係的傳單。聲稱「客人與福佬人的比例，是六堆比二十五堆，而民主政治就是『少數服從多數，多數尊重少數』的意思，所以由福佬人做縣長，才是應該」，更稱「為了子孫的幸福，為了避免『主人變客人，客人變主人』的後果，希望大家團結，拼命維護福佬人做縣長的傳統」。陳恒盛陣營甚至把縣長之爭視為福佬香火是否能延續的決戰，在選戰後期更散發大幅傳單以斗大標題寫「維護三十年傳統，延續閩南香火！福佬鄉親要團結，團結真有力量！」，並稱「什麼是香火？香火就是一脈相傳，不能中斷的血緣，...多少年來在咱血脈中的香火，由福佬的縣長一代一代交代下來了，咱就忍心將他斷送呢？假使這束香火斷送在咱一代的手中，不但對不起千百代的祖先，更對不起億萬代的後代...」，陳恒盛陣營訴求被《縱橫》雜誌評為「比起偏狹台獨人士分化省籍關係的言論，真有過之而無不及。」陳恒盛陣營的傳單甚至批評邱連輝看不起福佬，指責邱連輝「將福佬人看作阿西」，以及「乞食趕廟公」。而陳恒盛本人和聘自臺北的助講員李勝峰在政見發表會上演講時，也一再強調客家人十分團結，閩南人也應團結支持閩南人、以及客家人在屏東縣是少數民族，怎能讓少數人領導縣政。
而在省議員方面，邱連輝與參選省議員的蘇貞昌聯合競選，蘇貞昌在美麗島事件審判中出任邱茂男的辯護律師，本屆選舉中回鄉參選省議員。邱連輝與蘇貞昌造成屏東有史以來未有的黨外風潮。當時首次出馬的蘇貞昌更以「邱連輝旋風」，獲得大量客家票高票當選。而邱連輝也成功獲得客家票、福佬票支持，甚至有「張派」國民黨員公開支持他。得以以黨外身分當選縣長，成為屏東縣首位客家縣長。

## 其他
- 1980年立委選舉，第五選舉區（高雄縣、屏東縣及澎湖縣）國民黨出現了簡太郎（屏東人）及鍾榮吉（客家人，高雄人）爭取立委。在黨內登記前，邱連輝曾鼓勵簡太郎參選，然而在登記截止後，邱連輝曾託選國代的涂順振表達願意公開支持他，涂順振回來後表示簡太郎的好意會影響他在黨內被提名的機會，邱連輝才作罷。國民黨提名公布後，未獲提名的鍾榮吉上門拜訪，央求邱連輝公開支持。邱連輝以簡之見解暗示鍾怕不怕，鍾一口表示不怕。最終邱連輝踏上鍾榮吉的宣傳車。邱連輝公開支持外縣市的鍾榮吉，引起屏東縣民指責，簡太郎也公開指責邱連輝。對此邱連輝說：「我敢指天發誓，我沒有對不起簡太郎」。在簡太郎路過麟洛拜訪邱連輝時，邱連輝曾詰問：「是你自己不敢要求我支持的，年輕人說話可要憑良心」，簡太郎無言而退。[11]:75-77

## 家族
- 長子邱子正為第二屆國大代表、女婿李世斌為屏東縣議員、表外甥吳應文為前屏東縣代理縣長。

## 脚注
1. ↑  臺灣話：a-se。「呆瓜」、「傻瓜」之意，源自西拉雅語。